# 上海市闵行中学

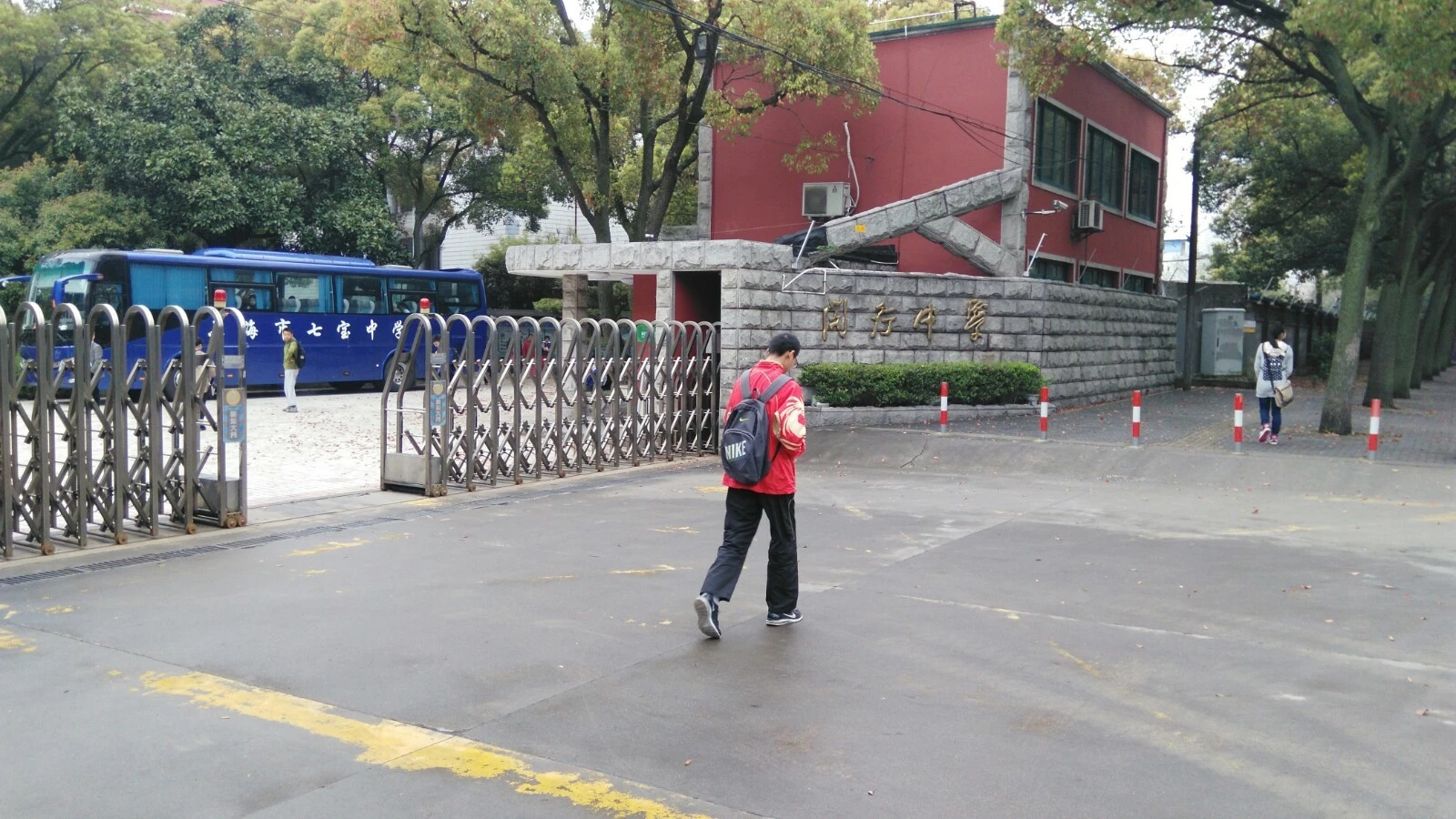
上海市闵行中学

上海市闵行中学，创建于1928年，地处上海市闵行区南端，是闵行区创办最早的上海市重点中学，亦是上海市实验性、示范性高中。

## 历史
- 1928年8月，闵行中学的前身，上海县立初中学创办。初期规模很小，当时只有三个班级，学生111人。校址在建设路原闵行区教育局内。1937年抗日战争爆发后，学校停办。
- 1940年秋，学校恢复办学，改名为“县立闵行中学”。
- 1944年改名为“申江县闵行中学”。
- 1946年改名为“上海县立闵行中学”。
- 中华人民共和国成立后，改名为“上海县立初级中学”。
- 1951年，和上海纺织企业家诸文绮于1947年建成的“私立文绮染织专科学校”的两个普通高中班合并，改名“上海县中学”。1958年学校迁入新址（现在学校所在地）。
- 1959年2月学校改名为“上海县闵行中学”。1959年，闵行独立建区，“民办新闵初级中学”并入闵行中学。闵行建区后，学校归闵行区教育局管理，因此改校名为“上海市闵行中学”。
- 1964年6月，闵行区撤销，其辖区划归徐汇区管理。同年5月，学校被确定为上海市五十所重点中学之一。
- 1981年11月，闵行恢复建区，学校重归闵行区管辖。[1]
- 2007年，闵行中学成为上海市第三批实验性、示范性高中[2]。同年闵中教育联盟成立，文绮中学、浦江二中等9所学校加盟[3]。
- 2020年，由闵行中学承办的初中闵行中学附属实验中学成立[3]。